# Иловай-Дмитриевское
Илова́й-Дми́триевское — село в Первомайском районе Тамбовской области на реке Иловай. Административный центр и единственный населённый пункт сельского поселения Иловай-Дмитриевский сельсовет. Рядом с селом расположен остановочный пункт Новоклёнский Юго-Восточной железной дороги.

## История
Село Иловай-Дмитриевское основано в 1636 году. В 1911 году по церковным данным селе насчитывалось 753 двора, в которых проживало 2729 душ мужского пола и 2734 женского.

## Население
| 2008  | 2010  | 2012  | 2013  | 2014  | 2015  | 2016  |
| ----- | ----- | ----- | ----- | ----- | ----- | ----- |
| 1670  | ↘1603 | ↗1663 | ↘1623 | ↘1609 | ↘1514 | ↘1501 |
| 2017  | 2018  | 2019  | 2020  | 2021  |       |       |
| ↘1480 | ↘1444 | ↘1415 | ↗1424 | ↗1486 |       |       |

## Достопримечательности
В селе сохранился приходской храм святого великомученика Димитрия Солунского 1871 года постройки.